# HD149458
HD149458 — хімічно пекулярна зоря спектрального класу A0, що має видиму зоряну величину в смузі V приблизно  8,6.
Вона  розташована на відстані близько 762,0 світлових років від Сонця.